# Вовк Федір Федорович
Федір Федорович Вовк (нар. 12 червня 1929, Підгаївка — пом. 27 квітня 1990, Ворошиловград) — український радянський скульптор; член Спілки радянських художників України з 1960 року.

## Біографія
Народився 12 червня 1929 на хуторі Подгаєвці (нині село Міллеровського району Ростовської області, Росія). 1957 року закінчив Ворошиловградське художнє училище, де навчався зокрема у Григорія Дідури, Лідії Трегубової, Василя Федченка, М. М. Шевченка. Дипломна робота — скульптура «За вишиванням» (керівник Григорій Дідура).
Після здобуття фахової освіти працював на Ворошиловградському художньо-промисловому комбінаті. Помер у Ворошиловграді 27 квітня 1990 року.

## Творчість
Працював у галузі станкової і монументальної скульптури. Серед робіт:
станкова скульптура
- «Будівельниця» (1960, гіпс тонований);
- «У казармах» (1963, гіпс);
- «Ян Гамарник» (1965, бетон; у співавторстві);
- «Солдатські думи» (1967, гіпс);
- «М. Синило» (1967);
- «Олександр Молодчий» (1968, у співавторстві);
- «В. Трушин» (1969);
- «Шахтар» (1970);
- «Т. Омелаєв» (1971);
- «Портрет Льва Толстого» (гіпс);
- «Портрет Петра Чайковського» (гіпс).

монументальна скульптура
- полеглим під час німецько-радянської війни у селі Красному (1967, у співавторстві);
- «Воїн-переможець» у селі Коломийчисі (1968).

Брав участь в обласних виставках з 1957 року, республіканських — з 1965 року.
Окремі роботи скульптора зберігаються у Луганському художньому музеї, Довжанському краєзнавчому музеї.